# NGC 7407
NGC 7407 ist eine Spiralgalaxie vom Hubble-Typ Sbc im Sternbild Pegasus am Nordsternhimmel. Sie ist schätzungsweise 296 Millionen Lichtjahre von der Milchstraße entfernt und hat einen Durchmesser von etwa 170.000 Lichtjahren.
Die Typ-IaP-Supernova SN 2003gq wurde hier beobachtet.
Das Objekt wurde am 13. September 1873 von dem Astronomen Édouard Jean-Marie Stephan mit seinem 31,5-Zoll-Spiegelteleskop entdeckt und später von Johan Dreyer in seinen New General Catalogue aufgenommen.

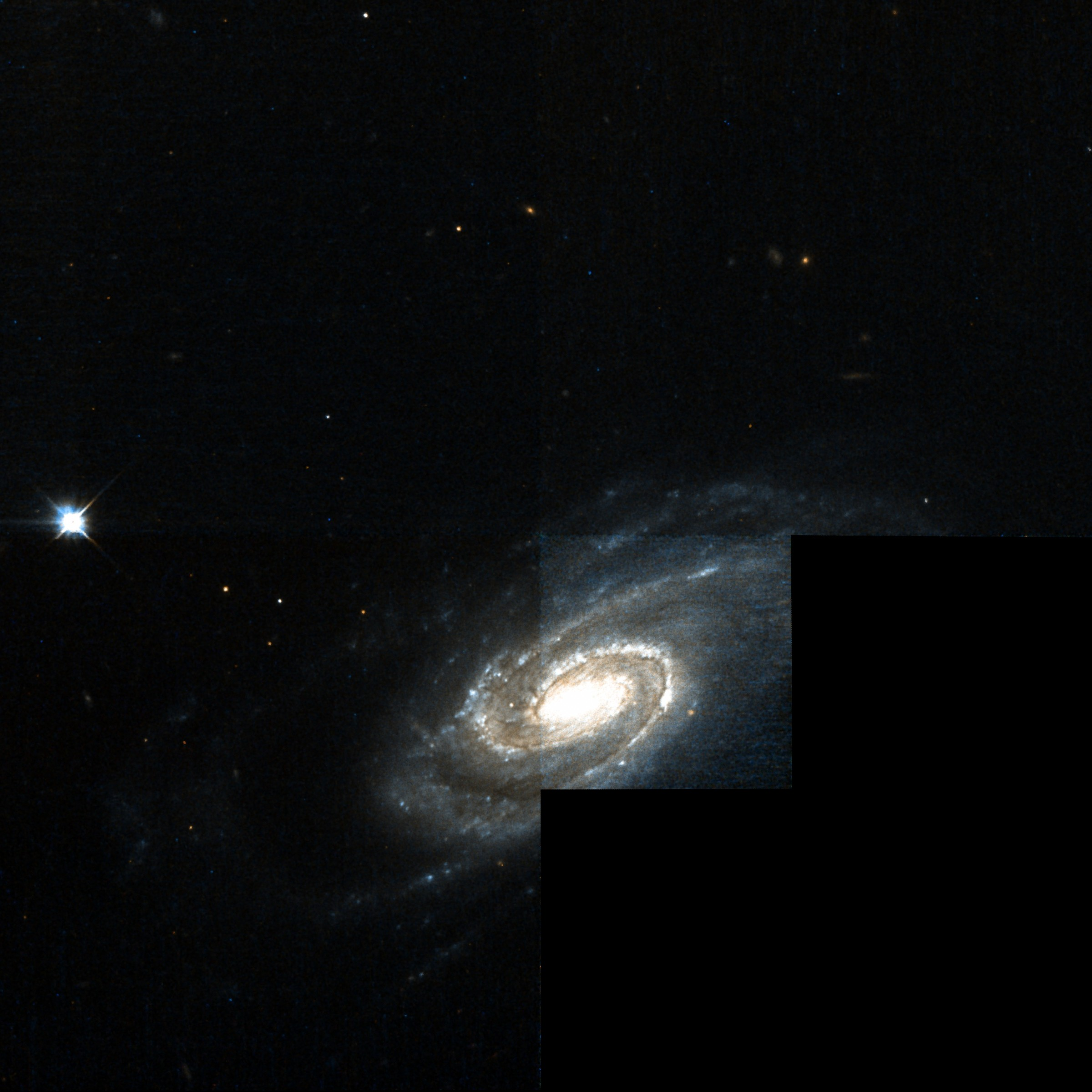
Aufnahme des Hubble-Weltraumteleskops